# ششم افزوده

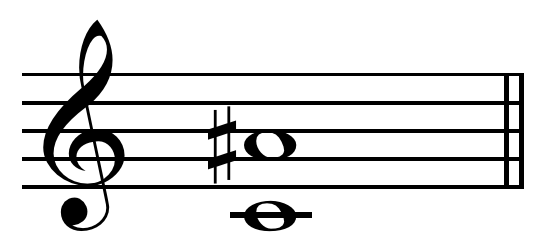
فاصله ششم افزوده بین نت دو و لا دیز.

ششم افزوده (انگلیسی: Augmented sixth) فاصله‌ای در موسیقی کلاسیک غربی است که با افزودن نیم‌پرده کروماتیک به فاصله ششم بزرگ به وجود می‌آید. معکوس آن سوم کاسته و فاصله مترادف، هفتم کوچک است. ششم افزوده فاصله‌ای «ناپایدار» و «نامطبوع» است و به یک نت پایین‌تر حل می‌شود. فاصله ششم افزوده با نت پایه، ۱۰۰۰ سنت است.